# Mariya Novolódskaya
Mariya Yúrievna Novolódskaya (en ruso: Мария Юрьевна Новолодская; Veliki Nóvgorod, 28 de julio de 1999) es una deportista rusa que compite en ciclismo en las modalidades de pista y ruta.
Participó en los Juegos Olímpicos de Tokio 2020, obteniendo una medalla de bronce en la prueba de madison (junto con Gulnaz Jatuntseva).
Ganó dos medallas en el Campeonato Europeo de Ciclismo en Pista de 2020, plata en madison y bronce en ómnium. En los Juegos Europeos de Minsk 2019 consiguió una medalla de bronce en la prueba de madison.
En ruta obtuvo una medalla de plata en el Campeonato Europeo de Ciclismo en Ruta de 2019, en la contrarreloj sub-23.

## Medallero internacional
| Juegos Olímpicos   | Juegos Olímpicos    | Juegos Olímpicos  | Juegos Olímpicos |
| Año                | Lugar               | Medalla           | Competición      |
| ------------------ | ------------------- | ----------------- | ---------------- |
| 2020               | Tokio (Japón)       | Medalla de bronce | Madison          |
| Juegos Europeos    |                     |                   |                  |
| Año                | Lugar               | Medalla           | Competición      |
| 2019               | Minsk (Bielorrusia) | Medalla de bronce | Madison          |
| Campeonato Europeo |                     |                   |                  |
| Año                | Lugar               | Medalla           | Competición      |
| 2020               | Plovdiv (Bulgaria)  | Medalla de plata  | Madison          |
| 2020               | Plovdiv (Bulgaria)  | Medalla de bronce | Ómnium           |

| Campeonato Europeo | Campeonato Europeo     | Campeonato Europeo | Campeonato Europeo  |
| Año                | Lugar                  | Medalla            | Competición         |
| ------------------ | ---------------------- | ------------------ | ------------------- |
| 2019               | Alkmaar (Países Bajos) | Medalla de plata   | Contrarreloj sub-23 |

## Palmarés
2018
- 3.ª en el Campeonato de Rusia Contrarreloj

2019
- 2.ª en el Campeonato Europeo Contrarreloj sub-23

2020
- 2.ª en el Campeonato de Rusia Contrarreloj
- Gran Premio Monte Erciyes
- Gran Premio World's Best High Altitude